# Gostinu (gmina)
Gostinu – gmina w Rumunii, w okręgu Giurgiu. Obejmuje tylko jedną miejscowość Gostinu. W 2011 roku liczyła 2032 mieszkańców. 